# Anatolij Jemielin
Anatolij Anatoljewicz Jemielin, ros. Анатолий Анатольевич Емелин (ur. 3 października 1964 w Ufie) – rosyjski hokeista, reprezentant Rosji. Trener hokejowy.
Jego ojciec Anatolij (ur. 1942), syn Konstantin (ur. 1988) i bratanek Siergiej (ur. 1991) także zostali hokeistami.

## Kariera zawodnicza
- Saławat Jułajew Ufa (1982-1987)
- SKA Swierdłowsk (1987-1988)
- Saławat Jułajew Ufa (1988-1990)
- Łada Togliatti (1990-1992)
- Avesta BK (1992-1993)
- Łada Togliatti (1993-1998)

Wychowanek i wieloletni zawodnik Saławatu Jułajew Ufa w rodzinnym mieście. Ponadto występował w Ładzie Togliatti.
Uczestniczył w turnieju mistrzostw świata w 1994.

## Kariera trenerska
- Łada Togliatti (1996-1998, 2000-2007), asystent trenera
- Amur Chabarowsk (2007-2010), główny trener
- Mietałłurg Nowokuźnieck (2010-2013), główny trener
- Awtomobilist Jekaterynburg (2013-2015), główny trener
- Saławat Jułajew Ufa (2015), główny trener
- Saławat Jułajew Ufa (2015-), asystent trenera
- Jugra Chanty-Mansyjsk (2017-2018), główny trener
- Łada Togliatti (2018-2019, 2020-), główny trener
- Admirał Władywostok (2021), asystent trenera
- Buran Woroneż (2022), główny trener
- Sokoł Krasnojarsk (2023-), asystent trenera

U schyłku kariery zawodniczej został grającym asystentem trenera w Ładzie Togliatti. Potem pracował na tym etacie, łącznie 10 lat. Od 2008 trener w klubach rozgrywek KHL (Amur od 2007 do 2009 w sezonach KHL (2008/2009) i KHL (2009/2010), Mietałłurg Nowokuźnieck od listopada 2010 do marca 2013 w sezonach KHL (2010/2011), KHL (2011/2012) i KHL (2012/2013); Awtomobilist Jekaterynburg od maja 2013 do 2015 w sezonie KHL (2013/2014) i KHL (2014/2015)). Od maja 2015 szkoleniowiec macierzystego Saławatu Jułajew Ufa. Następnie asystent trenera Igora Zacharkina w Saławacie do 2017. Od końca września 2017 został głównym trenerem Jugry Chanty-Mansyjsk, zastępując zwolnionego z tego stanowiska Zacharkina. W kwietniu 2018 ogłoszono, że ponownie zostanie pierwszym trenerem Łady. Na stanowisku pracował w sezonie 2018/2019. W listopadzie 2020 ponownie objął tę posadę, zastępując Aleksandra Barkowa. Od lipca do sierpnia 2021 był w sztabie Admirała Władywostok. Pod koniec września 2022 został szkoleniowcem Burana Woroneż, a ze stanowiska odszedł w grudniu tego roku. W połowie 2023 wszedł do sztabu Sokoła Krasnojarsk.

## Sukcesy
Zawodnicze reprezentacyjne
Reprezentacyjne
- Złoty medal zimowej uniwersjady: 1989 z ZSRR

Zawodnicze klubowe
- Złoty medal wyższej ligi: 1985 z Saławatem Jułajew Ufa, 1991 z Ładą Togliatti
- Złoty medal mistrzostw Rosji: 1994, 1996 z Ładą Togliatti
- Finał Pucharu Europy: 1995 z Ładą Togliatti
- Puchar Europy: 1997 z Ładą Togliatti

Zawodnicze indywidualne
- Sezon ligi rosyjskiej 1995/1996:
  - Nagroda Najlepsza Trójka dla tercetu najskuteczniejszych strzelców ligi (oraz Dienis Metluk i Iwan Swincycki) – łącznie 56 goli
- Sezon superligi rosyjskiej 1998/1999:

Szkoleniowe klubowe
- Srebrny medal mistrzostw Rosji: 1997, 2005 z Ładą Togliatti
- Brązowy medal mistrzostw Rosji: 2003, 2004 z Ładą Togliatti
- Puchar Europy: 1997 z Ładą Togliatti
- Puchar Kontynentalny: 2006 z Ładą Togliatti

Odznaczenie
- Order Przyjaźni: 1996